# Padmé Amidala
Padmé Amidala Naberrie Skywalker es un personaje ficticio de la franquicia Star Wars, que aparece en la trilogía precuela interpretada por Natalie Portman. Es mencionada por vez primera en El Retorno del Jedi y presentada en La amenaza fantasma como la reina adolescente del planeta Naboo. Tras su reinado, se convierte en senadora y en portavoz contra la guerra en el Senado Galáctico. En secreto, se casa con el Jedi Anakin Skywalker y más tarde será la madre biológica de Luke Skywalker y Leia Organa y abuela de Ben Solo. La función del papel de Padmé en las películas pivota en torno a los de su familia, como el miedo de Anakin de perderla, que más tarde desempeñará una parte importante en su transformación hacia el Lado Oscuro de la fuerza, convirtiéndose en Darth Vader.
Además de ser uno de los tres personajes principales primarios en la trilogía precuela de Star Wars, Padmé también ha aparecido en otras historias de Star Wars como Star Wars: Clone Wars.

## Concepto y creación

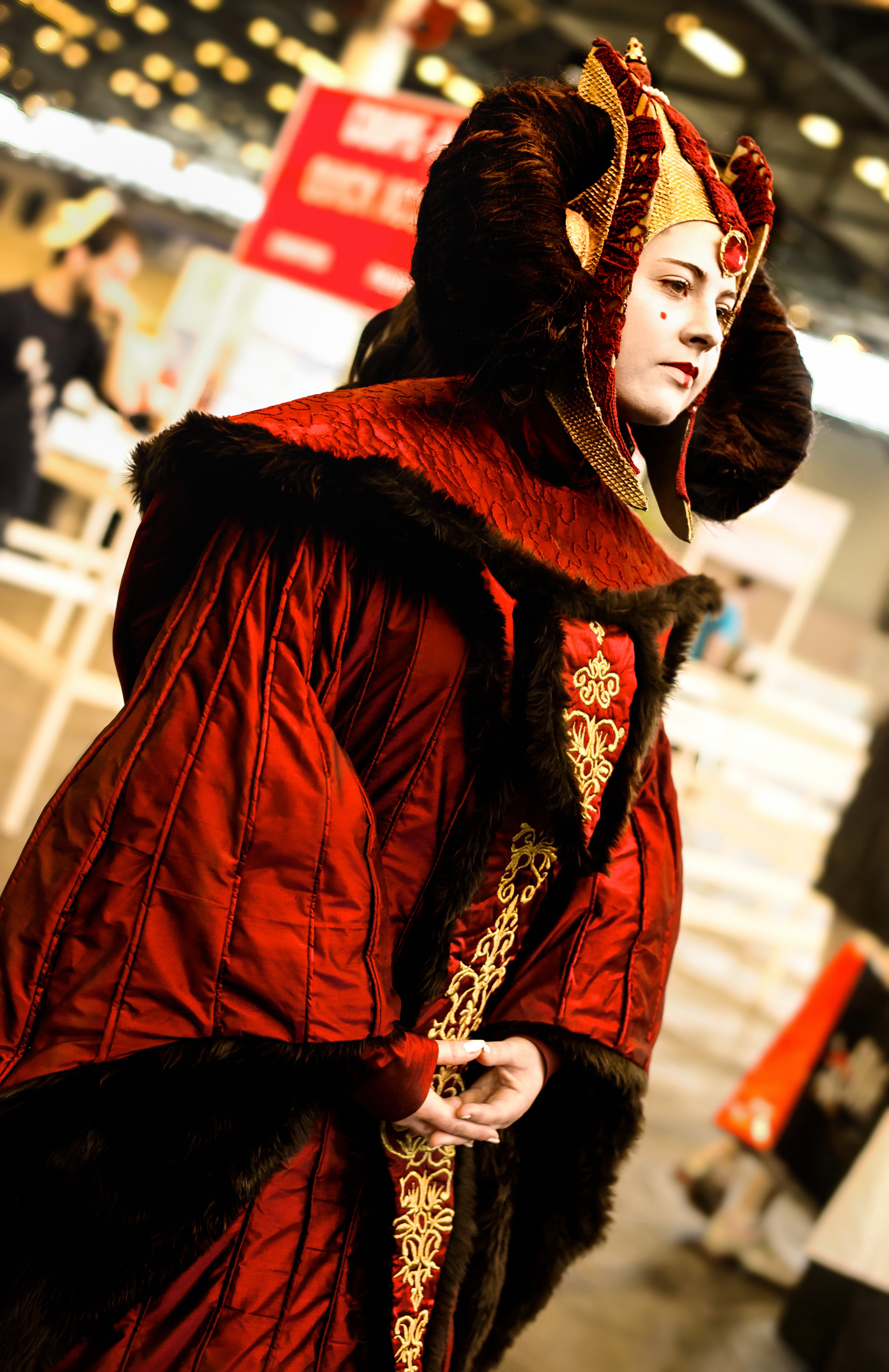
Cosplay de Padmé Amidala en la Japan Expo de 2012 en Francia

En los borradores iniciales de la historia de La Guerra de las Galaxias, "Leia es la hija de Owen Lars y su mujer Beru y era la prima de Luke. Juntos visitarían la tumba de su madre, quien había perecido con su padre en un planeta destruido por la Estrella de Muerte." En una entrevista, Lucas contestó una pregunta sobre el desarrollo de personajes como Obi-Wan Kenobi, Luke, y Leia. Su madre no era un factor determinante:

En la primera versión hablaba sobre una princesa y un general viejo. La segunda versión implicaba a un padre, su hijo y su hija; la hija era la heroína de la película. Ahora, la hija se ha convertido en Luke, el personaje de Mark Hamill.

El historiador de películas Laurent Bouzereau dice que en el segundo borrador del screenplay para El Regreso del Jedi  hay un diálogo en el que Obi-Wan explica a Luke que tiene una hermana de gemela. Ella y su madre fueron "enviadas bajo la protección de unos amigos en un sistema distante. La madre murió poco después, y la hermana de Luke fue adoptada por los amigos de Ben, el gobernador de Alderaan y su mujer." citamos a Lucas diciendo:

La parte que yo nunca desarrolladé realmente es la muerte de la madre de Luke y Leia. Tuve un trasfondo para ella en los borradores más tempranos, pero básicamente no sobrevivía. Cuando llegué a Jedi, quise que uno de los niños tuviera alguna clase de recuerdo de ella, porque sería una figura clave en los episodios nuevos que estoy escribiendo. Pero realmente tuve un gran debate pensando en si Leia la tendría que recordar o no.

En "El retorno del Jedi" no se explica cómo recuerda Leia a su "madre real". El crítico de cine Peter Travers, de Rolling Stone, aplaudió el intento de Lucas de enlazar las dos trilogías en las escenas finales de La Venganza de los Sith, pero dice, " es demasiado poco y demasiado tarde." Explica que "para que La Venganza de los Sith pueda servir como puente a un clásico no es como la ropa Nueva del Emperador,  es un insulto a lo que el original cumplió."
Cuando Lucas redactó el guion para La amenaza fantasma, pensó en hacer un "enlace entre Padmé y la Princesa Leia, la hija que sigue tan estrechamente en sus pasos." Según Natalie Portman, "sin duda tenía que ver con la fuerza y el ingenio del papel que Carrie Fisher retrató, porque creo que es algo que pasa de padres a hijos. Pienso que George escribió a Amidala como un personaje fuerte, listo, pero ayudó saber que tuve a esta gran mujer antes que yo representando a su personaje como una mujer tan fuerte." Paul McDonald dice que hay "comparaciones inevitables" entre los dos personajes: "ambas se vuelven locas por pilotos rebeldes, y ambas tienen una maña para desarrollar falsos acentos británicos." A pesar de ser diplomáticas, cada cual es también la mejor tiradora de su respectiva trilogía, fallando en pocas ocasiones.

### Elección de la actriz
George Lucas, Rick McCallum y el director de casting Robin Gurland entrevistarion a más de  200 actrices para el rol de Padmé Amidala. Escogieron a la actriz, entonces de 16 años, Natalie Portman. Según las notas de producción de La amenaza fantasma, "La interpretación requería una mujer joven que tenía que ser a la vez creíble como gobernante de aquel planeta, pero al mismo tiempo ser vulnerable y abierta." Los trabajos anteriores de Portman en El Profesional (1994) y Beautiful Girls (1996) impresionó a Lucas. Dijo: " buscaba alguien que fuera joven y fuerte, siguiendo la línea de Leia. Natalie encarnó todo aquello y más."
Portman era una elección única porque no conocía mucho de Star Wars. "Mis primos siempre habían estado obsesionados con las películas, y aun así no las había visto antes de conseguir el papel" dice. "Cuándo me dieron el papel mis primos gritaban, ¡Oh, mi Dios, estás en La Guerra de las Galaxias!'" Le dijo a un entrevistador de CNN, "realmente no fui consciente de el tamaño de mi papel en Star Wars ... Y cuando vi las películas, me gustaron, pero aún no entendía... cuantos fanes apasionados tenía esta saga." Portman era, aun así, entusiasta de haber sido elegida para el papel de la reina de Naboo, un personaje que esperaba que fuera un ejemplo a seguir: "fue maravilloso interpretar a una reina joven con tanto poder. Será bueno que mujeres jóvenes vean a una mujer de acción fuerte que es también lista y una líder."
En La amenaza fantásma, Portman tuvo que retratar a un personaje más joven que ella. En El Ataque de los Clones, su personaje había envejecido 10 años. Portman había envejecido solo tres años entre las dos películas. Remarca, "Lucas quiere hacer que parezca más vieja que Anakin en El Ataque de los Clones, así que es creíble que le pueda mandar, y está un poco intimidado. Le mira como a un niño... al menos en la primera mitad de la película."
Portman firmó un contrato para interpretar a Padmé en la trilogía precuela. Las reacciones de los críticos a sus actuación eran en gran parte negativas. James Berardinelli llamó a su actuación en La Amenaza Fantasma "deslucida," mientras Annlee Ellingson de la revista Box Office dijo "la entrega de Portman es rígida y plana, quizás obstaculizado por los trajes preciosos pero pesados." En su reseña de El Ataque de los Clones, Mike Clark del USA Today se queja de Portman y Hayden Christensen, quien interpretó a Anakin: "Ambos hablan en un tono monótono para un doble efecto mortífero, aun así cuando no en agobiado por su co-estrella, Christensen a menudo encuentra la emoción en sus limitadas entonaciones." Ed Halter de La Voz de Pueblo, reseñando La Venganza de los Sith, dijo que "los personajes generados por ordenador como el jadeante cyborg General Grievous y R2-D2" "emocionan más convincentemente que Natalie Portman o Hayden Christensen." Empero, Mick LaSalle de la Crónica de San Francisco describió la interpretación de Portman en La Venganza de los Sith como "decorativa y simpática".
Los críticos han culpado la interpretación de Portman a la dirección y guion de Lucas. Roger Ebert, por ejemplo, dijo que en El Ataque de los Clones "La película está dada a un idilio entre Padmé y Anakin en qué son incapaces de pronunciar cualquier otra cosa que no sean básicos y cansinos clichés románticos, mientras que a la vez parece que el amor sea algo a soportar en lugar de a conseguir." Ofreció una crítica similar para La Venganza de los Sith: "decir que George Lucas no puede escribir una escena de amor es un eufemismo, las tarjetas de felicitación expresan más pasión." Todd McCarthy de Variety así mismo lamenta que "Las deficiencias de Lucas como escritor y director de escenas íntimas, uno a uno" dificultaron el rendimiento de Portman.

### Vestuario

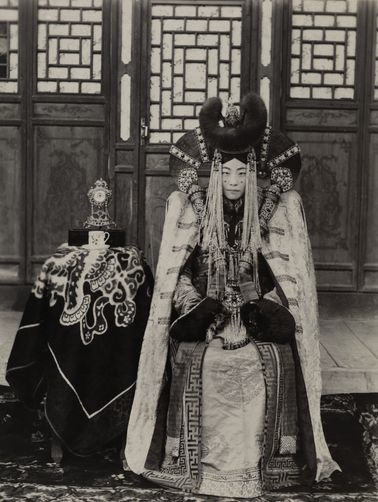
Traje Mongol de la realeza tradicional

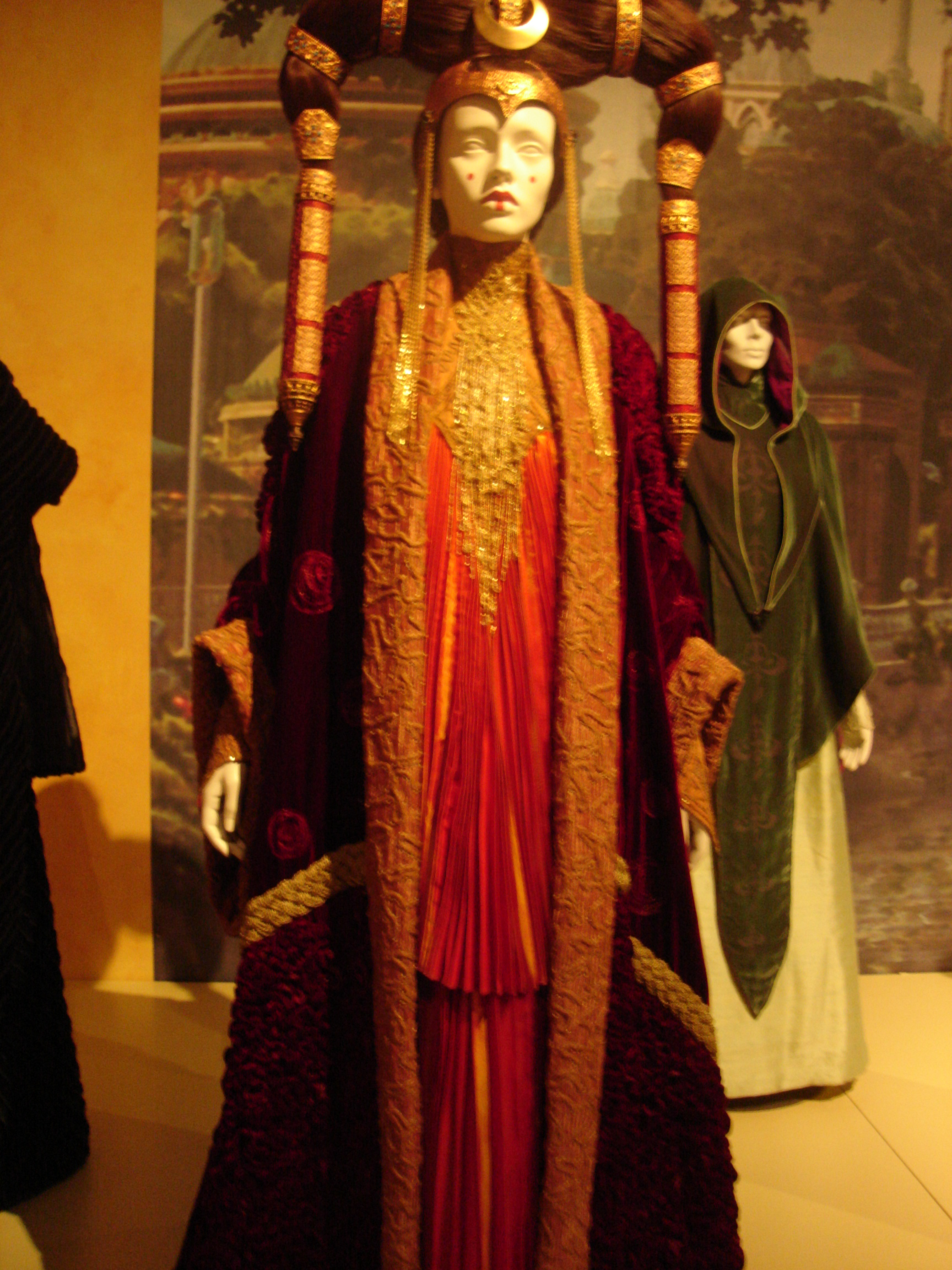
Traje que lleva Amidala al Senado, inspirado en la moda mongol

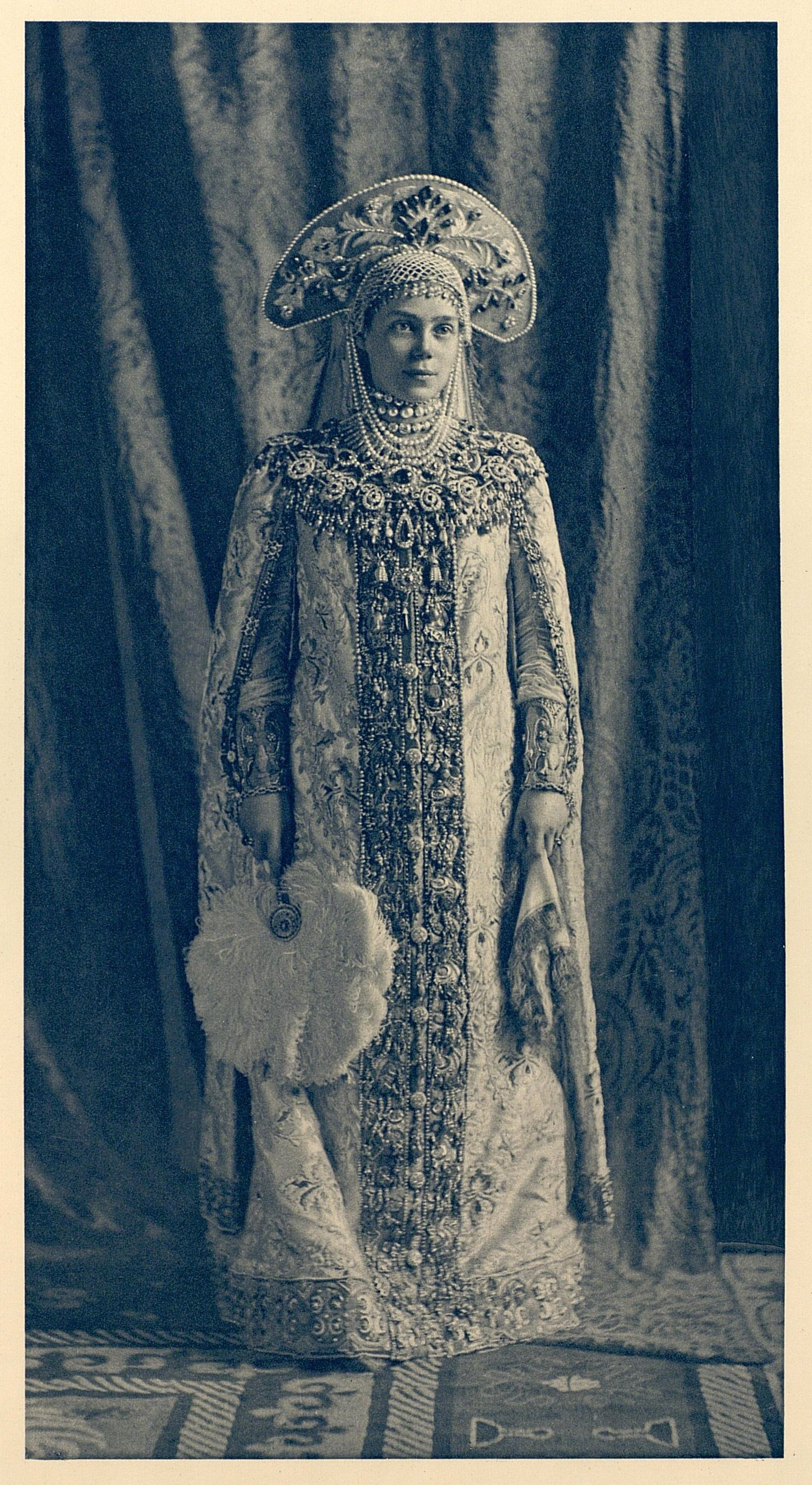
Traje de la duquesa rusa Xenia Románova en el que se inspiraron para el traje de viaje de Padmé (similar a un kokoshnik)

Los artistas de concepto y vestuario de Lucasfilm diseñaron un extenso conjunto de vestimentas para Padmé Amidala. Como para Leia Organa, una de las inspiraciones para el vestuario de Padmé era el personaje de Flash Gordon Dale Arden. El vestuario en La Amenaza Fantasma fue diseñado por el artista conceptual Iain McCaig y la diseñadora de vestuario Trisha Biggar; El artista de concepto Dermot Power se unió a McCaig y Biggar en el proceso de diseño de El Ataque de los Clones. Biggar trabajó como diseñador de vestuario en las tres películas. Muchos trajes fueron inspirados por modas reales históricas de diferentes culturas. Por ejemplo, en La Amenaza Fantasma, el vestido qué Padmé lleva cuándo va al Senado está basado en la moda imperial mongola llevada por la Emperatriz Dondogdulam, la mujer de Bogd Khan, y otros monarcas a principio del siglo XX . El traje de viaje de Padmé en El ataque de los Clones está basado la moda rusa del siglo XVII tal y como la llevaba la Duquesa Xenia Alexandrovna en el baile anual de los Romanov de 1903 según las fotografías que se conservan.
Los trajes de la trilogía precuela fueron más elaborados que los de la trilogía original a propósito. Lucas afirma que sociedad galáctica en las precuelas es mucho más sofisticada. Comentando las disparidades entre las dos trilogías, Carrie Fisher dijo: "Harrison Ford lleva el mismo conjunto para tres películas, y yo me quejaba de que llevo, como, seis. Y mi madre, Natalie Portman, lleva tres millones. Pasa a través de una puerta y lleva otro conjunto. Es como el Liberace de la sci-fi cambiando de ropa." Trisha Biggar revela que originalmente  había solo tres trajes planeados para Amidala en La Amenaza Fantasma, pero "Lucas decidió que cada vez que la viéramos tuviera un traje diferente." Lucas explica, "Alguien de aquella altura cambiaría sus trajes para cada ocasión." 
Estética aparte, el armario fue diseñado para reflejar el desarrollo de la trama principal. En El Ataque de los Clones, Lucas quiso que el vestuario de Padmé reflejara los elementos románticos de la película. Sugirió que sus trajes fueran más "apasionados por la naturaleza." Trisha Biggar cuenta que Lucas quiso que apareciera "sexy, hermosa y joven en ropa escasa" Portman dice entre risas "superé la barrera de los 18, así que supongo que ahora puedo enseñar la tripa", así que durante la batalla de Geonosis la parte de abajo de su camiseta es desgarrada enseñando su tripa. Para La Venganza de los Sith, Biggar dice, "supimos que Padmé iba a estar embarazada durante toda la película, y nadie en el mundo exterior podía saberlo. Por esa razón, quise una apariencia suave y blanda en los tejidos que fueron usados."
Algunos de los trajes creados por el equipo de Biggar no aparecieron en la versión final de las películas. En La venganza de los Sith, por ejemplo, un "vestido de pavo real" multicolor y una "túnica de terciopelo verde" que Padmé usó en escenas de la Delegación de los 2000 fueron eliminados durante la postproducción. Biggar comenta que el "vestido de pavo real" había sido uno de sus diseños favoritos y que se había invertido mucho tiempo y dinero en estos trajes en particular. Finalmente, el vestido de pavo real se usaría solo para el póster teatral de la película. La túnica de terciopelo se reutilizó en última instancia para una escena corta filmada durante la fotografía de recogida, apareciendo así en la película y en la portada del DVD.
Muchos de los trajes de Padmé en La Amenaza Fantasma aparecieron en la revista japonesa High Fashion en 1999 y los trajes de El Ataque de los Clones estuvieron en Vogue en 2002. Los trajes se exhibieron en la exposición de 2005 Dressing A Galaxy: The Costumes of Star Wars en el Fashion Institute of Design & Merchandising (FIDM) en Los Ángeles. Trisha Biggar ganó un Premio Saturn al mejor vestuario en 2000 para La Amenaza Fantasma y en 2003 para El Ataque de los Clones. Estuvo nominada en 2006 para La venganza de los Sith, pero perdió frente a Isis Mussenden, que diseñó el vestuario para Las Crónicas de Narnia: El León, la Bruja y el Armario (2005).

### Visión general del personaje
Padmé Amidala es descrita en la ficción de Star Wars como bella y grácil. En la novela Velo de Traiciones, se dice que tiene "una figura ligera y una cara encantadora y femenina. Era notablemente solemne para alguien tan joven. Esta claro que ella asumió sus responsabilidades con la mayor seriedad." Terry Brooks detalla la rección del alienígena Nute Gunray ante su aspecto: "Gunray le había dicho que se la consideraba hermosa, pero él no tenía sentido de la belleza humana y, según los estándares neimoidianos, era simplemente incolora y de rasgos pequeños." Brooks escribe que es "joven, bella, y serena."
La Star Wars Databank la describe como "una de los mejores y más brillantes habitantes de Naboo" e "interesada en el servicio público". Demuestra una devoción a los seres desfavorecidos de la galaxia. Su niñez y adolescencia están sacrificadas al servicio público. En la novelización de El Ataque de los Clones, la hermana de Padmé, Sola Naberrie le dice, "Estás tan atada a tus responsabilidades que no le das importancia a tus deseos."
Padmé confía en la diplomacia para resolver disputas, a menudo aparece como una pacifista. Sin embargo, no es una defensora del apaciguamiento, ya que está dispuesta a utilizar "negociaciones agresivas" para preservar la democracia.  Padmé parece ser infinitamente compasiva y empática, eligiendo ver lo mejor de las personas, y siempre pasa por alto sus defectos, nunca ha matado a ninguna persona intencionalmente y recurre a dejarlos inconscientes si es necesario. En la Star Wars Databank pone, "A pesar de sus objeciones iniciales al ejército de la República, Padmé luchó junto a los soldados clones recién creados contra las fuerzas droides separatistas." Los críticos de cine Dominique Mainon y James Ursini la clasifican como una "amazona moderna," una referencia a las mujeres guerreras de la mitología griega antigua.
Sus habilidades de combate se exploran más a través del universo de Star Wars. En El ataque de los clones lucha contra escuadrones de droides de batalla con combate cuerpo a cuerpo y un desintegrador. Es una experta tiradora. En Las Guerras Clon, episodio "Assassin", supera a la cazadora de recompensas Aurra Sing.
Como gobernante y política, Padmé desconfía de la burocracia, se opone a la corrupción y cree firmemente en la democracia y el estado de derecho. Ella le dice a Anakin: "El gobierno popular no es democracia... Le da a la gente lo que quiere, no lo que necesita". Según Mainon y Ursini, "trató de predicar compromiso y razón, pero el desorden dentro de la República... la llevó a dudar de la efectividad del Senado" Su lealtad permanece con la República hasta que sospecha que ya no representa los principios democráticos que defiende. En la novelización de La venganza de los Sith, Padmé aconseja al senador Bail Organa y Mon Mothma, los fundadores de lo que se convertirá en la Alianza Rebelde, a "Sean buenos senadores pequeños. Cuiden sus modales y mantengan la cabeza baja. Y sigan haciendo... todas esas cosas de las que no podemos hablar."
Padmé es a veces misteriosa y engañosa. Es descrita en la novela de Brooks La Amenaza Fantasma como una "especie de camaleón, que se enmascara al mundo en general y encuentra compañía casi exclusivamente con un grupo de doncellas que siempre estuvieron con ella".  Su decisión de casarse en silencio con Anakin y las discusiones secretas con otros senadores sobre Palpatine se suman a la duplicidad del personaje. Paul F. McDonald de Space.com observa: "Amidala ... encarna muchas de las dualidades que forman el Episodio I: guerra y paz, reina y plebeyo, forma y sustancia. A diferencia de otros personajes, cuyas personalidades están divididas y generalmente tienen una lucha interna, su doble naturaleza trabaja para su ventaja, Amidala puede ser fría y dominante cuando lo necesita, o cálida y amorosa como Padmé".

#### Estilo
En La Amenaza Fantasma, Padmé Amidala, en su calidad de reina, es llamada "Su Majestad", "Su Alteza Real" y "Su Alteza" indistintamente.
Después de que terminara su mandato como monarca y se convirtiera en miembro del Senado, a Padmé Amidala se la trataba como "Senadora Amidala", sin un estilo formal, aunque continuó usando su nombre real en lugar de su apellido de acuerdo con la costumbre de Naboo.

## Apariciones

### Serie principal

#### Trilogía original

##### El regreso del Jedi
En El retorno del Jedi, la película final de la trilogía original, se alude al personaje. Mientras están en la aldea Ewok en la luna de bosque de Endor, Luke Skywalker (Mark Hamill) le pregunta a la Princesa Leia (Carrie Fisher) si recuerda a su madre real. Leia responde "murió cuando yo era muy joven" y que "era muy hermosa... amable... pero triste", mientras que Luke confiesa no tener recuerdos de su madre. En una escena extendida de El retorno del Jedi se expande sobre el destino de la madre de Luke y Leia (entonces sin nombre).

#### Trilogía Precuela

##### Episodio I: La Amenaza Fantasma

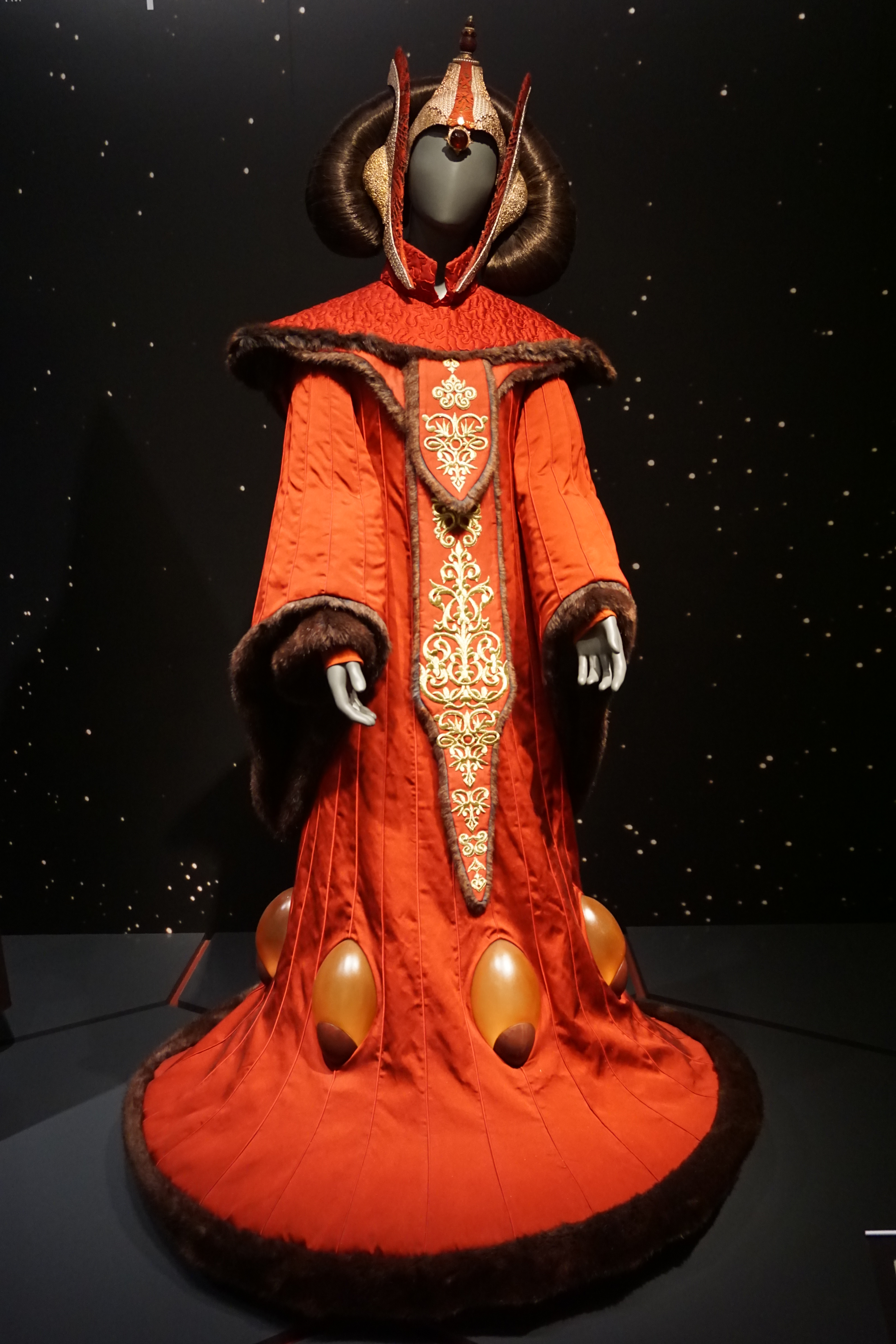
Traje de la Reina Amidala en el salón del trono del Episodio I

Padmé Amidala hace su primera aparición en la saga en La Amenaza Fantasma. Se la presenta como la reina recién elegida de catorce años de Naboo, dedicada a acabar con la ocupación del planeta por la Federación de Comercio. Intenta tratar directamente con el Virrey de Federación Nute Gunray (Silas Carson), quién intenta forzarla a firmar un tratado el cual legitimice la ocupación de la Federación de Comercio de Naboo. Padmé escapa de Naboo con la ayuda del Maestro Jedi Qui-Gon Jinn (Liam Neeson) y su Padawan Obi-Wan Kenobi (Ewan McGregor), pero son obligados a aterrizar en el planeta desierto de Tatooine tras el mal funcionamiento del generador de hiperimpulsores de la nave. Disfrazada de doncella, Padmé conoce al esclavo de nueve años Anakin Skywalker (Jake Lloyd) y a su madre Shmi (Pernilla August). Anakin le da un amuleto tallado a mano en un cordel de cuero. También es testigo de cómo Anakin gana la carrera de vainas en el Boonta Eve Clásico, lo que ayuda a su misión a Coruscant y asegura la libertad del propio Anakin.
Al llegar a Coruscant, Padmé queda con el senador Palpatine (Ian McDiarmid), quien le anima a apelar al Senado para resolver la disputa de Naboo con la Federación de Comercio. Palpatine le persuade para hacer una moción en el Senado para hacer que el Canciller Supremo Finis Valorum (Terence Sello) sea expulsado de su cargo, lo que facilitaría que Palpatine fuera elegido en su lugar. Padmé regresó a Naboo para luchar para la libertad de su planeta, pidiendo la ayuda de Jar Jar Binks (Ahmed Best) y su tribu Gungan y haciendo que su criada Sabé (Keira Knightley) se haga pasar por ella mientras tanto. Cuando Sabé intenta cerrar un trato de paz entre Naboo y los Gungans fingiendo ser Padmé, esta interviene y revela su identidad. Los Gungans acuerdan ayudar y crean una distracción para atraer a los ejércitos droides lejos del palacio. Una vez en el palacio, Padmé y su equipo lo asaltan y capturan a Gunray, poniendo fin al bloqueo comercial de Naboo de una vez por todas. Hay una celebración para anunciar la unidad entre Naboo y los Gungans.

##### Episodio II: El Ataque de los Clones

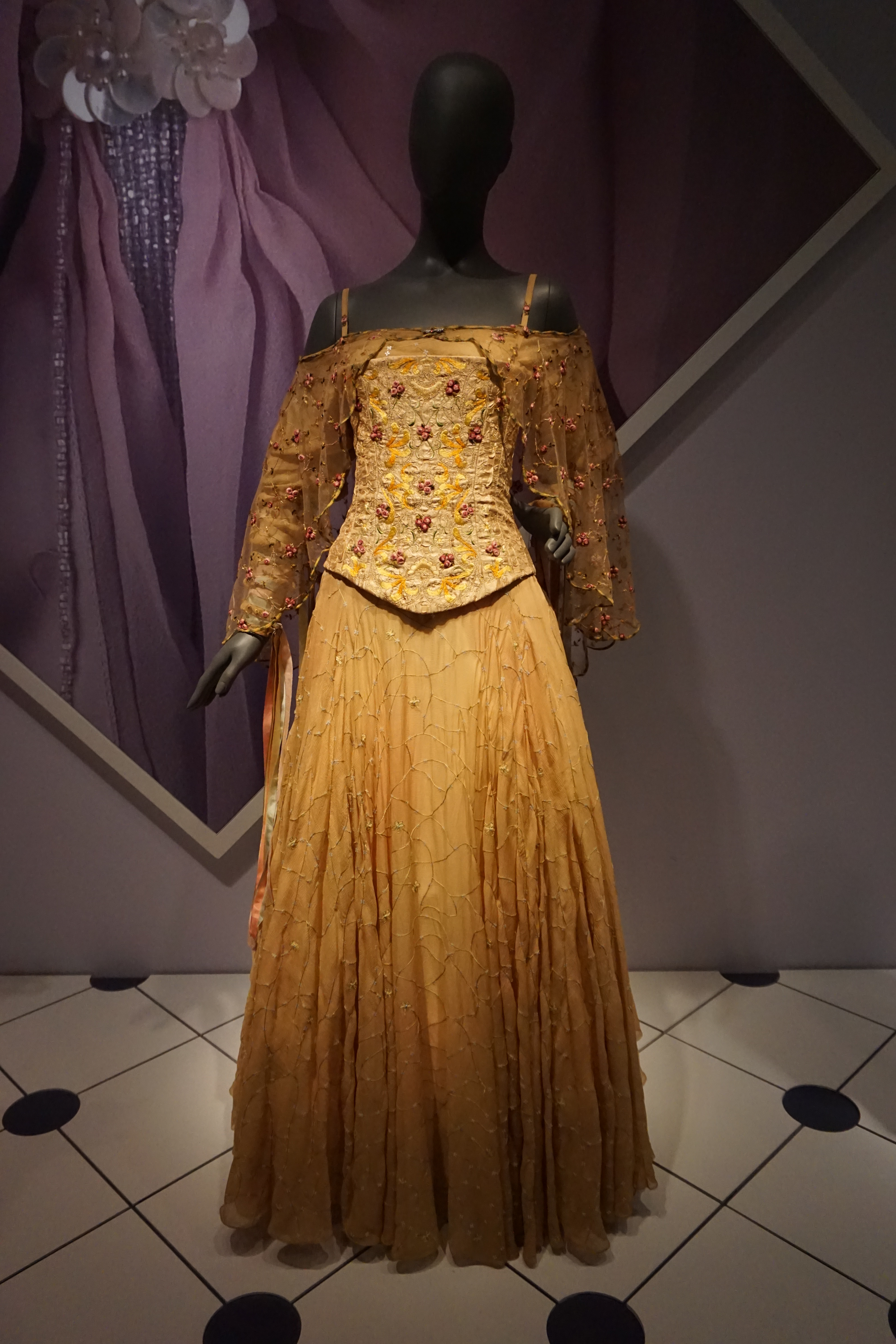
Vestido de pícnic del prado de Padmé Amidala, Episodio II

Padmé Amidala hace su segunda aparición en el cine en El ataque de los clones, que se desarrolla 10 años después. Ahora ocupando el cargo de senadora después de su mandato como reina, representa a Naboo en el Senado Galáctico y lidera una facción opuesta a la Ley de Creación Militar que crearía un ejército de clones para la República, amenazada por un creciente movimiento separatista. Cuando llega a Coruscant para emitir su voto, los asesinos contratados por la Federación de Comercio intentan sin éxito acabar con su vida. El Caballero Jedi Obi-Wan Kenobi y su Padawan Anakin Skywalker (Hayden Christensen) son asignados para proteger a Padmé. Palpatine envía a Padmé a esconderse en Naboo, donde ella y Anakin luchan por mantener una relación platónica a pesar de su evidente atracción mutua. En una escena eliminada, Padmé presenta a Anakin a sus padres, Ruwee (Graeme Blundell) y Jobal Naberrie (Trisha Noble), y le informa sobre su trabajo caritativo con el Movimiento de Ayuda a los Refugiados, una organización de ayuda y reasentamiento de desastres en toda la galaxia. 
Cuando Anakin tiene una visión de su madre en peligro, Padmé lo acompaña a Tatooine en un intento fallido de rescatar a Shmi de una banda de moradores de las arenas. Anakin regresa con el cuerpo de Shmi y le confiesa a Padmé que ha matado a toda la tribu de moradores. Padmé está preocupada por lo que ha hecho Anakin, pero sin embargo lo consuela. Después de recibir un mensaje de Obi-Wan en el planeta Geonosis, Padmé y Anakin corren en su ayuda, solo para ser capturados y condenados a muerte en un coliseo geonosiano por el líder separatista y Lord Sith Conde Dooku (Christopher Lee). Se declaran su amor el uno al otro, justo antes de ser salvados en el último minuto por los Maestros Jedi Mace Windu (Samuel L. Jackson) y Yoda (Frank Oz) liderando un ejército de Jedi y soldados clones, marcando así el comienzo de las Guerras Clon. Después, Padmé y Anakin se casan en una ceremonia secreta en Naboo, con R2-D2 (Kenny Baker) y C-3PO (Anthony Daniels) como testigos.

##### Episodio III: La venganza de los Sith

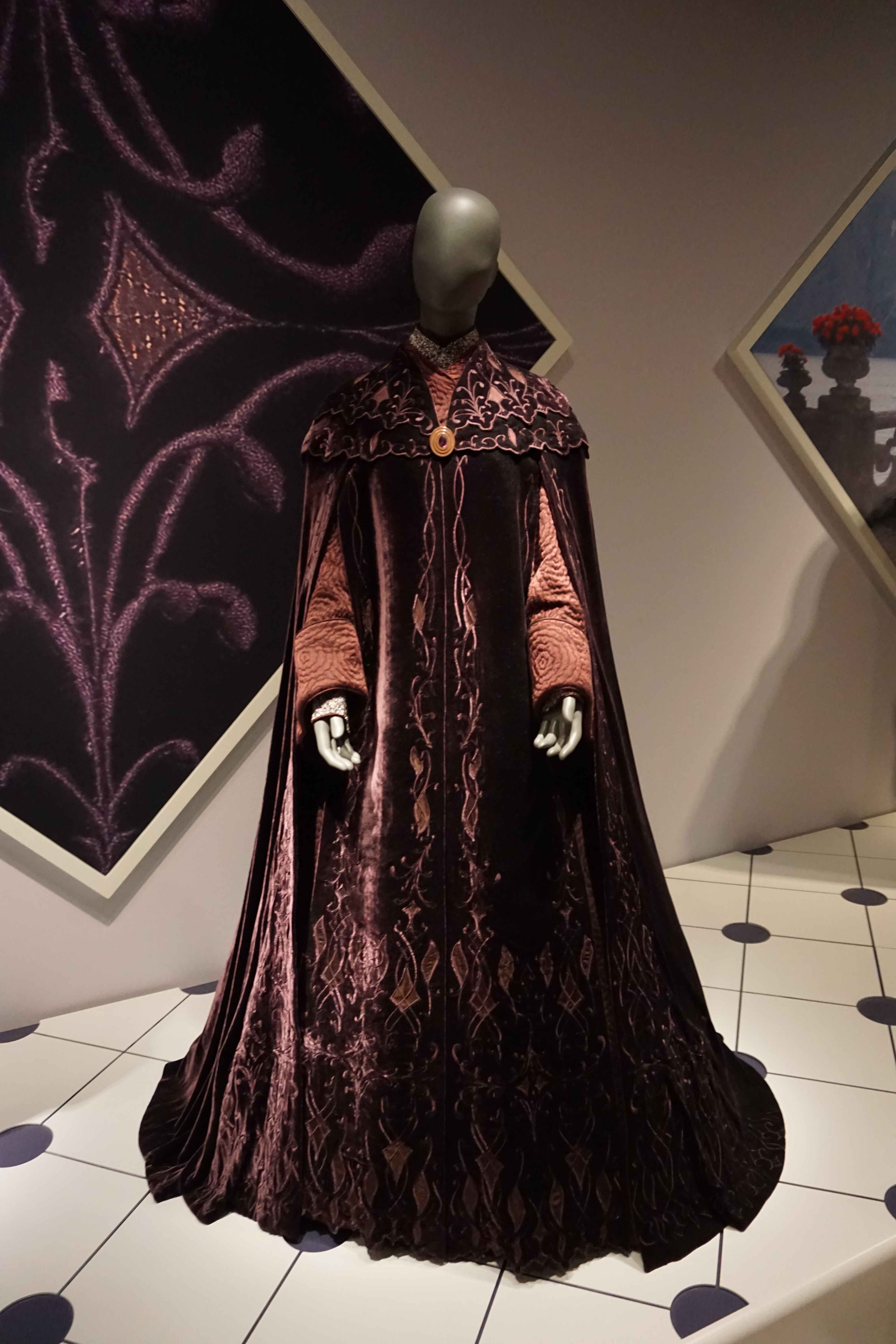
Vestido del atardecer de Padmé Amidala, Episodio III

Padmé Amidala hace su tercera aparición en la película La venganza de los Sith, que se desarrolla tres años después del comienzo de las Guerras Clon. Después de que Anakin regresa de rescatar a Palpatine, ella le cuenta que está embarazada. Padmé detecta cambios en Anakin desde de que comienza a tener visiones proféticas de su muerte en el parto. Finalmente, Palpatine, quien es secretamente el Lord Sith Darth Sidious, juega con los temores de Anakin al decir que el lado oscuro de la Fuerza tiene el poder de salvar a Padmé, lo que finalmente lleva a Anakin a convertirse en el aprendiz Sith de Palpatine, Darth Vader. Mientras tanto, Padmé observa con creciente sospecha cómo Palpatine usa las Guerras Clon como una excusa para tomar el control casi total del Senado y el poder judicial. En otra escena eliminada, Padmé es vista como una disidente en el gobierno de Palpatine y una de los primeros miembros constitutivos de la Alianza para Restaurar la República, junto con los senadores Bail Organa (Jimmy Smits) y Mon Mothma (Genevieve O'Reilly). 
Cuando Palpatine declara la ley marcial transformando la República en el Imperio Galáctico y declarándose Emperador, Padmé comenta a Organa: "Y así muere la libertad, con un fuerte aplauso". Obi-Wan informa a Padmé que Anakin ha caído al lado oscuro de la Fuerza y, como el nuevo aprendiz Sith de Palpatine, bajo el nuevo nombre de Darth Vader, mató a todos en el Templo Jedi, incluidos los niños. Incapaz de creer esto, Padmé viaja al planeta volcánico Mustafar, sin saber que Obi-Wan se había escondido a bordo de su nave. Padmé le ruega a Anakin que escape de las garras de Palpatine con ella, pero Vader insiste en que, juntos, pueden derrocar a Palpatine y gobernar la galaxia. Padmé retrocede horrorizada, pero aún trata de persuadirlo para que abandone el lado oscuro. Cuando Obi-Wan sale de su nave, Anakin acusa a Padmé de traición y usa la Fuerza para ahogarla hasta dejarla inconsciente. 
Después de que Obi-Wan derrota a Anakin Skywalker en un duelo con sables de luz y lleva a Padmé a la base secreta de asteroides Polis Massa. Aunque físicamente está bien, los médicos dicen que Padmé "perdió la voluntad de vivir" después de la traición de Anakin y muere poco después de dar a luz a los mellizos, Luke y Leia. Justo antes de su muerte, Padmé le insiste a Obi-Wan que ella sabe que "aun hay bondad" en Anakin. Después se altera el cuerpo de Padmé para parecer aún embarazada y se celebra una ceremonia fúnebre en el planeta Naboo, sus gemelos se separan para esconderlos del Imperio, Emperador Palpatine y Anakin, ahora bajo el nombre de Darth Vader: Leia es adoptada por Bail Organa y su esposa en el planeta Alderaan para ser criada como una princesa, mientras que Obi-Wan se lleva a Luke al planeta Tatooine, donde el niño será criado por el hermanastro de Anakin Owen Lars (Joel Edgerton) y su esposa Beru (Bonnie Piesse).

### Serie animada

#### Las Guerras Clon
Padmé Amidala hace su cuarta aparición en el cine en Star Wars: The Clone Wars . Mientras Anakin (voz de Matt Lanter) y su Padawan Ahsoka Tano (voz de Ashley Eckstein) buscan al hijo  Jabba el Hutt, Rotta, Padmé se encuentra con el tío de Jabba, Ziro el Hutt, en su palacio en Coruscant para ponerlo del lado de los Jedi. Ziro neutraliza por la fuerza a Padmé, ella escapa y escucha su comunicación con el Conde Dooku y los Separatistas sobre un elaborado plan para matar a Rotta, incriminar al Jedi por su asesinato y obligar a Jabba a vengarse, dejando a Ziro como el gobernante de los Hutts. Después de ser descubierto, Dooku sugiere que Ziro recoja la recompensa que había por su cabeza. Cuando los droides de batalla confiscan el comunicador y el desintegrador de Padmé, ella engaña a uno para que active su comunicador cuando C-3PO intenta contactarla antes de que un droide rompa el dispositivo. C-3PO lidera un escuadrón de soldados de la Guardia de Coruscant para rescatarla. Padmé contacta a Jabba justo cuando el Hutt está a punto de ejecutar a Anakin y Ahsoka, y obliga a Ziro a confesar su traición a Jabba. Padmé procede a negociar una alianza entre la República y los Hutts que permitiría a los buques de guerra de la República utilizar carriles hiperespaciales Hutt desconocidos. 
En la serie de televisión posterior, Padmé sale principalmente trabajando en el Senado hacia una resolución pacífica de las Guerras Clon, aunque algunos episodios la han retratado luchando contra los Separatistas junto a Anakin, Ahsoka y Jar Jar Binks. Aparece en siete episodios en la primera temporada y tercera temporada, cuatro episodios en la segunda temporada, nueve episodios en la cuarta temporada y un episodio en la quinta temporada. Se estableció una trilogía de episodios con ella como el foco principal en el que se encuentra con su viejo amigo Rush Clovis (con la voz de Robin Atkin Downes), que hace que Anakin se ponga celoso. Estos episodios fueron lanzados en la sexta temporada, conocida como The Lost Missions. 

#### Fuerzas del destino(2017)
Padmé aparece en la micro-serie Star Wars: Forces of Destiny, nuevamente doblada en inglés por Catherine Taber.

### Literatura
Las novelizaciones de las precuelas de Star Wars presentaron nuevo material sobre Padmé Amidala que no se incluyó en las películas. La Amenaza Fantasma (1999) de Terry Brooks incluye una discusión entre Qui-Gon y Obi-Wan en la que el primero describe a la reina de Naboo como "algo desconocido" antes del bloqueo de la Federación de Comercio. En la adaptación de El ataque de los clones (2002) de R. A. Salvatore, hay una conversación detallada entre Padmé y su hermana Sola Naberrie poco después de que la reina Jamillia nombra a su senador. Sola la reprende por ignorar su vida personal: "¿Qué pasa con Padmé Amidala? ¿Alguna vez has pensado en lo que podría mejorar tu vida? "  La venganza de los Sith de Matthew Stover (2005) explica el papel de Padmé en la formación de la Alianza Rebelde. Stover narra la reacción de Darth Vader a la muerte de su esposa: Vader piensa para sí: "La has matado porque, finalmente, cuando podrías haberla salvado, cuando podrías haberte ido con ella, cuando podrías haber pensado en ella, estabas pensando en ti mismo ".
La Sombra de la Reina, una novela de E. K. Johnston lanzada el 5 de marzo de 2019, presenta a Padmé como el personaje principal, así como a varias de sus doncellas, especialmente Sabé. Ambientada cuatro años después de los eventos de La Amenaza Fantasma, revela que cuando terminó su reinado como reina y se convirtió en senadora, Padmé ayudó a liberar a varios esclavos en Tatooine, pero no logró liberar a Shmi. Padmé se encuentra con Clovis en un grupo de orientación del Senado, el Capitán Typho se hace cargo de su tío Capitán Panaka como guardaespaldas de Padmé, y se explora la relación de Amidala con Bail Organa y Palpatine. En un epílogo ambientado después de La venganza de los Sith, Sabé decide investigar la muerte de Padmé. Una precuela de la novela, ambientada antes de La Amenaza Fantasma y titulada Queen's Peril, se lanzará el 5 de mayo de 2020.
Padmé también aparece en flashbacks en la novela Thrawn: Alianzas. En la serie limitada de cómics de Marvel, Princess Leia, Leia ve brevemente una visión de la reina Amidala mientras visita Naboo. 

### Videojuegos
Padmé también apareció en videojuegos basados en la franquicia de Star Wars e hizo apariciones destacadas en los basados en la línea de tiempo de Clone Wars y, a menudo, aparece como un personaje jugable. 

### Leyendas
En abril de 2014, la mayoría de las novelas y cómics de Star Wars con licencia producidos desde la película de 1977 Star Wars fueron renombrados por Lucasfilm como Star Wars Legends y declarados no canónicos.

#### Guerras Clon(2003)
Padmé Amidala aparece en ocho capítulos de la micro-serie Star Wars: Clone Wars que se emitió en Cartoon Network de 2003 a 2005. Está aislada en Coruscant y mantiene una correspondencia con Anakin mientras él lucha en las Guerras Clon. En un capítulo, Padmé viaja con Yoda a bordo de su nave cuando siente una perturbación en la Fuerza proveniente del planeta helado Ilum. A pesar de la protesta del Capitán Typho, ella acompaña a Yoda y ayuda a rescatar al Maestro Jedi Luminara Unduli y su Padawan Barriss Offee. En otro capítulo, asiste a la graduación de Anakin como Caballero Jedi, y almacena su trenza Padawan junto al collar que le regaló en La Amenaza Fantasma. En el capítulo final, se ve brevemente a Padmé durante el asalto del general Grievous en Coruscant. 

#### Novelas y cómics
El trasfondo de Padmé antes de su aparición en las películas de precuela se revela en las novelas y cómics de Star Wars. En el cómic "Un sueño de verano" de Terry Moore impreso en Star Wars Tales 5 (2000) y ambientado un año antes de los eventos de La Amenaza Fantasma, Padmé es la princesa de Theed, la capital de Naboo. Un joven, Ian Lago, se enamora de ella, pero ella sobrepone su deber hacia la gente por encima de su felicidad personal y lo rechaza. Lago es hijo de un asesor del rey Veruna, el monarca reinante de Naboo.
En la novela, Velo de Traiciones (2001) de James Luceno, el rey Veruna se ve obligado a abdicar del trono tras las acusaciones de corrupción. Padmé es elegida Reina de Naboo y contacta a Palpatine para informarle que Veruna ha sido misteriosamente asesinado. Ella y Palpatine discuten los eventos que llevaron al bloqueo de la Federación de Comercio de Naboo. Ella admite que "Naboo apenas puede permitirse verse envuelto en una disputa que enfrenta a la República contra la Federación de Comercio".
La literatura de Star Wars se centra en la carrera de Padmé como monarca gobernante de Naboo. La novela para adultos jóvenes Star Wars Episodio I Journal: Amidala (1999) de Jude Watson se centra en los primeros años de la carrera de Padmé Amidala y su escaso escape de la Federación de Comercio. El Amuleto de la Reina (1999) de Julianne Balmain narra la estrecha amistad entre Padmé y su doncella Sabé inmediatamente antes de los eventos de La Amenaza Fantasma. El cómic de Erik Tiemens "El artista de Naboo" detalla la historia de un joven artista no identificado en Naboo que queda cautivado por la belleza de Padmé. El artista la presenta en una serie de pinturas y luego arriesga su vida para salvarla.
El papel de Padmé en la Delegación de los 2000, el movimiento de resistencia senatorial al creciente absolutismo de Palpatine, se discute en El Laberinto del Mal (2005) de James Luceno. La Delegación de los 2000 se ocupa principalmente de los llamamientos de Palpatine a la vigilancia pública y las restricciones a la libertad de movimiento y acción. Aun así, Padmé confía en que Palpatine renuncie a su poder cuando termine la crisis: "No es terco", le dice a Bail Organa. "Simplemente no lo conoces como yo. Tomará nuestras preocupaciones en serio ".
Padmé aparece en novelas y cómics ambientados después de los acontecimientos de la trilogía original como hologramas y flashbacks. En El Reino unido (2005) de Troy Denning, el primer libro de la trilogía El nido Oscuro, ambientado 35 años después de los acontecimientos de Una nueva esperanza, Luke Skywalker descubre un holograma grabado por R2-D2 de Anakin Skywalker informando a Padmé de la visión que tiene de su muerte en el parto. Esta es la primera vez que Luke ve a su madre. Otro holograma descubierto en R2-D2 narra una conversación entre Padmé y Obi-Wan. En este holograma, Luke y Leia escuchan el nombre de su madre por primera vez. En la novela final de la trilogía, La guerra del enjambre, Luke y Leia ven la muerte de su madre y sus propios nacimientos.

## Recepción
En 2017, la revista Rolling Stone colocó a Padmé Amidala en el puesto número 45 en su lista de los 50 mejores personajes de todos los tiempos de Star Wars . En la lista de Ranker.com de los "personajes más populares de Star Wars ", ocupó el puesto número uno. MovieHotties dijo: "Carrie era digna de admirar en su día, pero Portman es intocable". 
Las actuaciones de Portman como Padmé Amidala en la trilogía precuela fueron nominadas para tres premios Saturn.

## Árbol familiar
|               |               |               |               |               |               | Aika Lars | Aika Lars | Aika Lars | Aika Lars | Aika Lars | Aika Lars |           |           |           |           |           |           | Cliegg Lars | Cliegg Lars | Cliegg Lars | Cliegg Lars | Cliegg Lars | Cliegg Lars |  |  | Shmi Skywalker   | Shmi Skywalker   | Shmi Skywalker   | Shmi Skywalker   | Shmi Skywalker   | Shmi Skywalker   |  |  | Jobal Naberrie | Jobal Naberrie | Jobal Naberrie | Jobal Naberrie | Jobal Naberrie | Jobal Naberrie |               |               |               |               |               |               | Ruwee Naberrie | Ruwee Naberrie | Ruwee Naberrie | Ruwee Naberrie | Ruwee Naberrie | Ruwee Naberrie |             |             |          |          |              |              |              |              |              |              |
|               |               |               |               |               |               | Aika Lars | Aika Lars | Aika Lars | Aika Lars | Aika Lars | Aika Lars |           |           |           |           |           |           | Cliegg Lars | Cliegg Lars | Cliegg Lars | Cliegg Lars | Cliegg Lars | Cliegg Lars |  |  | Shmi Skywalker   | Shmi Skywalker   | Shmi Skywalker   | Shmi Skywalker   | Shmi Skywalker   | Shmi Skywalker   |  |  | Jobal Naberrie | Jobal Naberrie | Jobal Naberrie | Jobal Naberrie | Jobal Naberrie | Jobal Naberrie |               |               |               |               |               |               | Ruwee Naberrie | Ruwee Naberrie | Ruwee Naberrie | Ruwee Naberrie | Ruwee Naberrie | Ruwee Naberrie |             |             |          |          |              |              |              |              |              |              |
|               |               |               |               |               |               |           |           |           |           |           |           |           |           |           |           |           |           |             |             |             |             |             |             |  |  |                  |                  |                  |                  |                  |                  |  |  |                |                |                |                |                |                |               |               |               |               |               |               |                |                |                |                |                |                |             |             |          |          |              |              |              |              |              |              |
| Beru Whitesun | Beru Whitesun | Beru Whitesun | Beru Whitesun | Beru Whitesun | Beru Whitesun |           |           |           |           |           |           | Owen Lars | Owen Lars | Owen Lars | Owen Lars | Owen Lars | Owen Lars |             |             |             |             |             |             |  |  | Anakin Skywalker | Anakin Skywalker | Anakin Skywalker | Anakin Skywalker | Anakin Skywalker | Anakin Skywalker |  |  |                |                |                |                |                |                | Padmé Amidala | Padmé Amidala | Padmé Amidala | Padmé Amidala | Padmé Amidala | Padmé Amidala |                |                | Bail Organa    | Bail Organa    | Bail Organa    | Bail Organa    | Bail Organa | Bail Organa |          |          | Breha Organa | Breha Organa | Breha Organa | Breha Organa | Breha Organa | Breha Organa |
| Beru Whitesun | Beru Whitesun | Beru Whitesun | Beru Whitesun | Beru Whitesun | Beru Whitesun |           |           |           |           |           |           | Owen Lars | Owen Lars | Owen Lars | Owen Lars | Owen Lars | Owen Lars |             |             |             |             |             |             |  |  | Anakin Skywalker | Anakin Skywalker | Anakin Skywalker | Anakin Skywalker | Anakin Skywalker | Anakin Skywalker |  |  |                |                |                |                |                |                | Padmé Amidala | Padmé Amidala | Padmé Amidala | Padmé Amidala | Padmé Amidala | Padmé Amidala |                |                | Bail Organa    | Bail Organa    | Bail Organa    | Bail Organa    | Bail Organa | Bail Organa |          |          | Breha Organa | Breha Organa | Breha Organa | Breha Organa | Breha Organa | Breha Organa |
|               |               |               |               |               |               |           |           |           |           |           |           |           |           |           |           |           |           |             |             |             |             |             |             |  |  |                  |                  |                  |                  |                  |                  |  |  |                |                |                |                |                |                |               |               |               |               |               |               |                |                |                |                |                |                |             |             |          |          |              |              |              |              |              |              |
|               |               |               |               |               |               |           |           |           |           |           |           |           |           |           |           |           |           |             |             |             |             |             |             |  |  |                  |                  |                  |                  |                  |                  |  |  |                |                |                |                |                |                |               |               |               |               |               |               |                |                |                |                |                |                |             |             |          |          |              |              |              |              |              |              |
|               |               |               |               |               |               |           |           |           |           |           |           |           |           |           |           |           |           |             |             |             |             |             |             |  |  |                  |                  |                  |                  |                  |                  |  |  | Luke Skywalker | Luke Skywalker | Luke Skywalker | Luke Skywalker | Luke Skywalker | Luke Skywalker |               |               | Leia Organa   | Leia Organa   | Leia Organa   | Leia Organa   | Leia Organa    | Leia Organa    |                |                |                |                |             |             | Han Solo | Han Solo | Han Solo     | Han Solo     | Han Solo     | Han Solo     |              |              |
|               |               |               |               |               |               |           |           |           |           |           |           |           |           |           |           |           |           |             |             |             |             |             |             |  |  |                  |                  |                  |                  |                  |                  |  |  | Luke Skywalker | Luke Skywalker | Luke Skywalker | Luke Skywalker | Luke Skywalker | Luke Skywalker |               |               | Leia Organa   | Leia Organa   | Leia Organa   | Leia Organa   | Leia Organa    | Leia Organa    |                |                |                |                |             |             | Han Solo | Han Solo | Han Solo     | Han Solo     | Han Solo     | Han Solo     |              |              |
|               |               |               |               |               |               |           |           |           |           |           |           |           |           |           |           |           |           |             |             |             |             |             |             |  |  |                  |                  |                  |                  |                  |                  |  |  |                |                |                |                |                |                |               |               |               |               |               |               |                |                |                |                |                |                |             |             |          |          |              |              |              |              |              |              |
|               |               |               |               |               |               |           |           |           |           |           |           |           |           |           |           |           |           |             |             |             |             |             |             |  |  |                  |                  |                  |                  |                  |                  |  |  |                |                |                |                |                |                |               |               |               |               | Ben Solo      |               |                |                |                |                |                |                |             |             |          |          |              |              |              |              |              |              |
|               |               |               |               |               |               |           |           |           |           |           |           |           |           |           |           |           |           |             |             |             |             |             |             |  |  |                  |                  |                  |                  |                  |                  |  |  |                |                |                |                |                |                |               |               |               |               |               |               |                |                |                |                |                |                |             |             |          |          |              |              |              |              |              |              |